# Вустер (переписна місцевість, Нью-Йорк)
Вустер (англ. Worcester) — переписна місцевість (CDP) в США, в окрузі Отсего штату Нью-Йорк. Населення — 986 осіб (2020).

## Географія
Вустер розташований за координатами 42°36′51″ пн. ш. 74°44′23″ зх. д. / 42.61417° пн. ш. 74.73972° зх. д. (42.614104, -74.739844).  За даними Бюро перепису населення США в 2010 році переписна місцевість мала площу 22,30 км², з яких 22,18 км² — суходіл та 0,12 км² — водойми.

## Демографія
Згідно з переписом 2010 року, у переписній місцевості мешкало 1113 осіб у 466 домогосподарствах у складі 305 родин. Густота населення становила 50 осіб/км².  Було 557 помешкань (25/км²).
Расовий склад населення:
| - 96,0 % — білих - 0,6 % — чорних або афроамериканців - 0,3 % — вихідців з тихоокеанських островів - 0,2 % — азіатів - 0,1 % — корінних американців |

До двох чи більше рас належало 2,2 %. Частка іспаномовних становила 4,4 % від усіх жителів.
За віковим діапазоном населення розподілялося таким чином: 21,7 % — особи молодші 18 років, 57,1 % — особи у віці 18—64 років, 21,2 % — особи у віці 65 років та старші. Медіана віку мешканця становила 45,6 року. На 100 осіб жіночої статі у переписній місцевості припадало 90,9 чоловіків;  на 100 жінок у віці від 18 років та старших — 89,3 чоловіків також старших 18 років.
Середній дохід на одне домашнє господарство  становив 55 453 долари США (медіана — 39 900), а середній дохід на одну сім'ю — 63 969 доларів (медіана — 47 409). Медіана доходів становила 38 516 доларів для чоловіків та 26 917 доларів для жінок. За межею бідності перебувало 15,1 % осіб, у тому числі 23,9 % дітей у віці до 18 років та 10,1 % осіб у віці 65 років та старших.
Цивільне працевлаштоване населення становило 396 осіб. Основні галузі зайнятості: освіта, охорона здоров'я та соціальна допомога — 31,6 %, роздрібна торгівля — 18,7 %, будівництво — 10,4 %, мистецтво, розваги та відпочинок — 8,3 %.